# Panorpa annexa
Panorpa annexa är en näbbsländeart som beskrevs av Maclachlan 1869. Panorpa annexa ingår i släktet Panorpa och familjen skorpionsländor. Inga underarter finns listade i Catalogue of Life.